# Scottish Division One 1900-1901
La Scottish Division One 1900-1901 è stata l'11ª edizione della massima serie del campionato scozzese di calcio, disputato tra il 15 agosto 1900 e il 27 aprile 1901 e concluso con la vittoria dei Rangers al loro quarto titolo, il terzo consecutivo.
Capocannoniere del torneo è stato Robert Hamilton (Rangers) con 20 reti.

## Stagione
Clyde e St. Bernard's, retrocessi nella precedente stagione, furono sostituiti dal Partick Thistle, tornato in Division One dopo un anno di assenza, e dal Morton esordiente in Division One. Alle dieci squadre previste si aggiunse il Queen's Park, iscritto per la prima volta ai campionati nazionali.
Dopo la vittoria nel derby sul Celtic (2-1), i Rangers conquistarono il titolo alla penultima giornata battendo il St. Mirren per 1-4.

## Classifica finale
Fonte:
|  | Pos. | Squadra         | Pt | G  | V  | N | P  | GF | GS |
|  | ---- | --------------- | -- | -- | -- | - | -- | -- | -- |
|  | 1.   | Rangers         | 35 | 20 | 17 | 1 | 2  | 60 | 25 |
|  | 2.   | Celtic          | 29 | 20 | 13 | 3 | 4  | 49 | 28 |
|  | 3.   | Hibernian       | 25 | 20 | 9  | 7 | 4  | 29 | 22 |
|  | 4.   | Morton          | 21 | 20 | 9  | 3 | 8  | 40 | 40 |
|  | 5.   | Kilmarnock      | 18 | 20 | 7  | 4 | 9  | 35 | 47 |
|  | 5.   | Third Lanark    | 18 | 20 | 6  | 6 | 8  | 20 | 29 |
|  | 7.   | Dundee          | 17 | 20 | 6  | 5 | 9  | 36 | 35 |
|  | 7.   | Queen's Park    | 17 | 20 | 7  | 3 | 10 | 33 | 37 |
|  | 9.   | St. Mirren      | 16 | 20 | 5  | 6 | 9  | 33 | 43 |
|  | 10.  | Hearts          | 14 | 20 | 5  | 4 | 11 | 22 | 30 |
|  | 11.  | Partick Thistle | 10 | 20 | 4  | 2 | 14 | 28 | 49 |

Legenda:
      Campione di Scozia.
      Retrocessa in  Scottish Division Two 1901-1902.
Regolamento:
Due punti a vittoria, uno a pareggio, zero a sconfitta.
Vigeva il pari merito. In caso di arrivo a pari punti per l'assegnazione del titolo o per i posti destinati alla rielezione automatica era previsto uno spareggio.